# Maasi
Koordinaten: 58° 34′ N, 23° 3′ O
Maasi (deutsch Masick) ist ein estnisches Dorf in der Landgemeinde Saaremaa (bis 2017: Landgemeinde Orissaare) auf der Insel Saaremaa. Das Dorf hat 53 Einwohner (Stand: 1. Januar 2011). 2017 wurde Laheküla ein Teil von Maasi.
Maasi (Maasilinn) war im Mittelalter das Verwaltungszentrum der Insel Muhu und des östlichen Teils von Saaremaa. Die Siedlung gehört damals zum Kirchspiel Peude.
1985 wurde dort das älteste Schiff Estlands, das sogenannte Maasilinna laev, gefunden und zwei Jahre später gehoben. Es wurde um 1550 gebaut und ist das einzige erhaltene Schiff aus dem Estland des Mittelalters.

## Ordensburg Soneburg

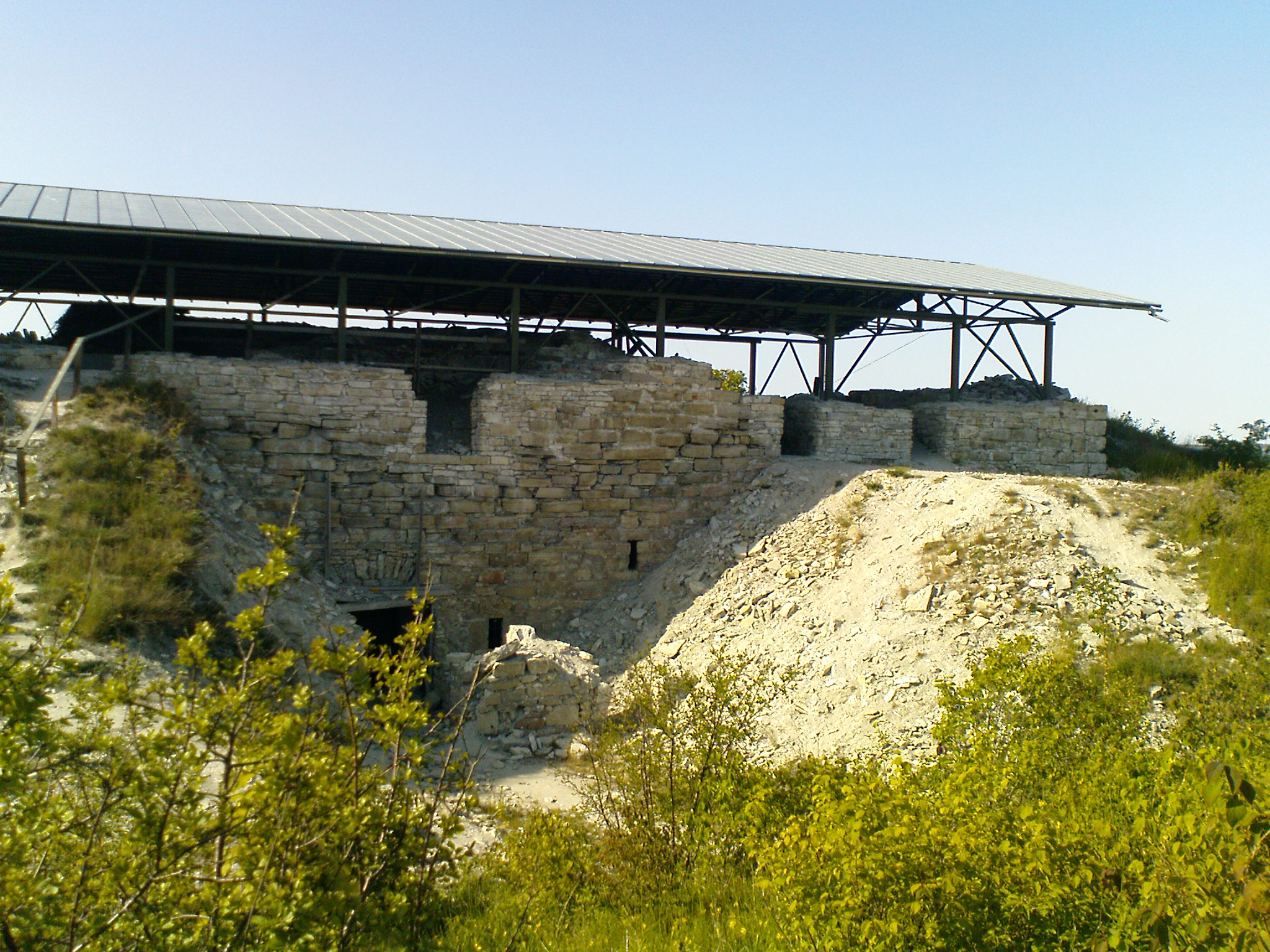
Ruinen der Ordensburg Soneburg

Im Jahre 1345 begann der Livländische Orden mit dem Bau der Ordensburg Soneburg (estnisch Maasilinna ordulinnus). Sie wurde auf Befehl des Ordensmeisters Burchard von Dreileben (1340 bis 1345) nach der Zerstörung der Ordensburg von Peude und der Niederschlagung des Aufstands in der Georgsnacht errichtet. Der Name Soneburg (= Sühneburg) weist darauf hin, dass die Bewohner verpflichtet wurden, anstatt der während des Aufstandes zerstörten Burg Peude eine neue zu erbauen. Anfangs war die Burg aus Holz, wurde aber dann unter dem Nachfolger Burchards, Goswin von Herike (1345–1359), zur Steinburg ausgebaut. Sie war gleichzeitig das Zentrum der örtlichen Vogtei. Um 1518 wurde eine Vorburg hinzugefügt und wahrscheinlich im 16. Jahrhundert mit weiteren Türmen und Kanonenrampen verstärkt.
Im Jahr 1564 fiel die Burg durch Verkauf vom Orden an die Dänen, die sie zwei Jahre später der Schleifung preisgaben. Teilweise wiedererrichtet wurde die Burg während des Livländischen Kriegs zweimal, 1568 und 1575, von den Schweden erobert. Im Jahr 1576 wurde Maasilinn auf Befehl des dänischen Königs Friedrich II. endgültig gesprengt. Seitdem sind nur noch die Ruinen erhalten. Sie wurden 2001 umfassend renoviert.